# Madrigueras
Madrigueras es un municipio español situado al sureste de la península ibérica, en la provincia de Albacete, dentro de la comunidad autónoma de Castilla-La Mancha. Se encuentra a 32 km al norte de la capital provincial. Cuenta con una población de 4658 habitantes (INE 2024).
El municipio está en el área de influencia más directa de la capital provincial, siendo importante el número de personas que se desplazan diariamente a la ciudad por motivos laborales, de estudios, etc. Hay que tener en cuenta que Madrigueras se encuentra cerca del polo norte de crecimiento industrial y residencial de Albacete (polígono industrial Romica, campo de golf, áreas residenciales) lo que indica que está convirtiéndose en un área residencial cercana a la capital. Este último hecho viene corroborado con la inclusión del municipio dentro del área metropolitana de Albacete, creada en 2006 para ordenar el crecimiento urbanístico de la ciudad y los municipios aledaños.

## Toponimia
Es normal oír que Madrigueras viene del hecho de que este era un lugar rico en caza y prácticamente desértico, por lo que conejos y liebres corrían a placer. Aparte del hecho de que no parece que esta comarca estuviera en la Edad Media tan desierta como se suponía, ya que la ocupación de algunos lugares sugiere justamente lo contrario, no deja de sorprender que otros dos lugares dentro del antiguo Reino de Toledo, es decir, dentro del conjunto regional manchego en sentido lato, tengan nombres parecidos: Madrid y Madridejos.
Y en ambos casos el nombre procede del árabe dialectal magrid que significa cañería y alude a una población que vivía en torno a una agricultura muy dependiente de un riego de manantiales. Si bien este hecho no es ahora normal en Madrigueras, sí que lo era hasta fines del siglo XX. Además, la sola mención de cañería nos evoca un paraje de Madrigueras llamado La Cañería o El nacimiento de la Cañería. Esto se debe a un manantial que manaba de un cerro y que abastecía al pueblo por una cañería de arcaduces de barro cuyos restos se han podido ver hasta hace unas décadas. Y he aquí la sorpresa: en árabe Cañería del cerro se dice Magrid-ar-ras, que facilísimamente se podría haber castellanizado, como ha ocurrido en otros casos. Es una mera hipótesis, pero es más normal asociar la vida de un pueblo al agua para beber y a regar que la convivencia idílica de gentes, liebres y conejos por las mismas calles.
Documentalmente en los textos conservados los nombres son: Madrigueras, Las Madrigueras y Pozo de las Madrigueras.

## Geografía
Su término municipal tiene 73,31 km² y limita al sur con el río Júcar, que lo separa de Albacete. Al sureste limita con Motilleja. Al este con Mahora y con Villagarcía del Llano (Cuenca). Al norte y al oeste con Tarazona de la Mancha.
Desde un punto de vista físico, Madrigueras está situado a 32 km al norte de la capital provincial, en la parte oriental de La Mancha y es el municipio más occidental de la comarca de La Manchuela albacetense o Manchuela Baja. Esta comarca se caracteriza, y se diferencia de La Mancha, por situarse entre dos valles abruptos, el del Júcar y el del Cabriel, lo que la separa de los llanos albacetenses. Aparte está situada en una zona de piedemonte donde bajan de la sierra conquense riachuelos que forman pequeños valles separados por colinas (Valdemembra, cañada de Iniesta). Así, el término de Madrigueras está basculado hacia el sur y, mientras el punto más alto supera los 740 m s. n. m., el más bajo apenas supera los 600 metros y se encuentra en el valle del Júcar. El municipio de Madrigueras se encuentra en una zona llana intermedia (687 metros) y cerca de él está la colina o cerro de San Jorge (715 metros), donde se encuentra la ermita del santo homónimo y que constituye un lugar de recreo.
Dominan en el municipio los suelos calizos, muy propios para el cultivo de la viña, que domina absolutamente tanto en el municipio como en toda la comarca. Destaca también la superficie dedicada al regadío, donde se está sustituyendo el tradicional cultivo de maíz por el viñedo. Es secundaria la importancia de los cereales -trigo, cebada- los forrajes, olivo, almendro, etc.
La mayor parte del término municipal está cultivada debido a la planicie que lo forma casi en su totalidad. Aun así, a diferencia del paisaje casi desértico del vecino llano albacetense, se conservan, dispersas, ciertas áreas boscosas en las zonas abruptas cercanas al Júcar y en las numerosas y suaves colinas que destacan en el paisaje. Resaltan los pinares (pino piñonero) así como algunas formaciones de encinas.

## Clima
El clima es típicamente mediterráneo subcontinental, como en el resto de La Mancha, aunque localmente presenta diferencias al estar situada en el extremo oriental, a la altura de la meseta (en torno a los 700 metros), el aislamiento con respecto al mar Mediterráneo, la lejanía de la influencia atlántica y la sequedad ambiental. Por ello el clima de Madrigueras se encuentra dentro del área subárida (de 300 a 400 mm anuales) y las temperaturas presentan grandes oscilaciones térmicas tanto anuales como diarias (máximas de más de 40 °C y una mínima absoluta de -22 °C en 1970). El máximo de lluvias se da en otoño (coincidiendo con las bajas presiones del cercano mediterráneo) y en primavera. El invierno es generalmente más seco, mientras que en verano la sequía estival es crónica.
Por estaciones, los inviernos son templados aunque moderadamente fríos por las grandes oscilaciones diarias de temperaturas, siendo normal días de máximas agradables aún en febrero y mínimas bajo cero. La nieve es escasa y muchos años inexistente. El verano es típicamente mediterráneo, seco y caluroso, aunque también se dan grandes oscilaciones diarias (de hasta 20 °C). Es destacable la importancia en el municipio de Madrigueras, y en toda la comarca, del viento de Levante, que viene del cercano mediterráneo húmedo y fresco y que, antes de debilitarse y calentarse en el interior de La Mancha, refresca muchas noches de verano de la zona.
En términos generales, la temperatura media anual es de unos 14 °C, con una media de 5 °C en enero, 24 o 25 °C en julio y una oscilación térmica anual cercana a los veinte grados. Los cielos son generalmente luminosos presentando también como característica local, un alto número de horas de sol anuales (2700-2800). Esto se debe a que al estar situado en el extremo oriental de La Mancha, las precipitaciones y los días de lluvia y niebla son menores, aunque por ello mismo hay más días de helada en invierno.

## Historia
Madrigueras pertenecía en la Edad Media a la Comunidad de Villa y Tierra de Alarcón, posteriormente integrada en el señorío de Villena. En la época de los Reyes Católicos una importante parte de las Tierras de Alarcón pasaron a la Corona y así Madrigueras pasó a pertenecer a Villanueva de la Jara, la cual había obtenido el privilegio de Villazgo, tal y como figura en las Relaciones Topográficas de Felipe II.
Madrigueras obtuvo el privilegio de villazgo en el siglo XVIII cuando su población alcanzó una cierta envergadura y pasó a pertenecer a la provincia de Albacete en 1833 tras pertenecer a la de Cuenca.

## Geografía humana

### Demografía
Cuenta con una población de 4658 habitantes (INE 2024).
| Gráfica de evolución demográfica de Madrigueras entre 1842 y 2021                                                     |
| |
| Población de derecho según los censos de población del INE. Población de hecho según los censos de población del INE. |

Desde los primeros años del siglo XXI viene registrando un leve crecimiento debido a la inmigración extranjera (rumanos, búlgaros, polacos, marroquíes...). Es destacable que en el período de gran emigración que sufrió la provincia de Albacete (1950-1980) Madrigueras fue de los pocos municipios que no perdió población.
Desde el punto de vista humano es destacable el importante desarrollo socioeconómico de la localidad. Es destacable la ausencia de grandes diferencias sociales y un aceptable nivel cultural siendo muchos los que han cursado estudios medios y superiores. Tanto en Madrigueras como en la comarca, a diferencia de gran parte de La Mancha, predomina el minifundio y un alto grado de asociacionismo cooperativista. En concreto Madrigueras cuenta con una gran y variada tradición asociativa en especial relacionada con el movimiento obrero.

### Economía

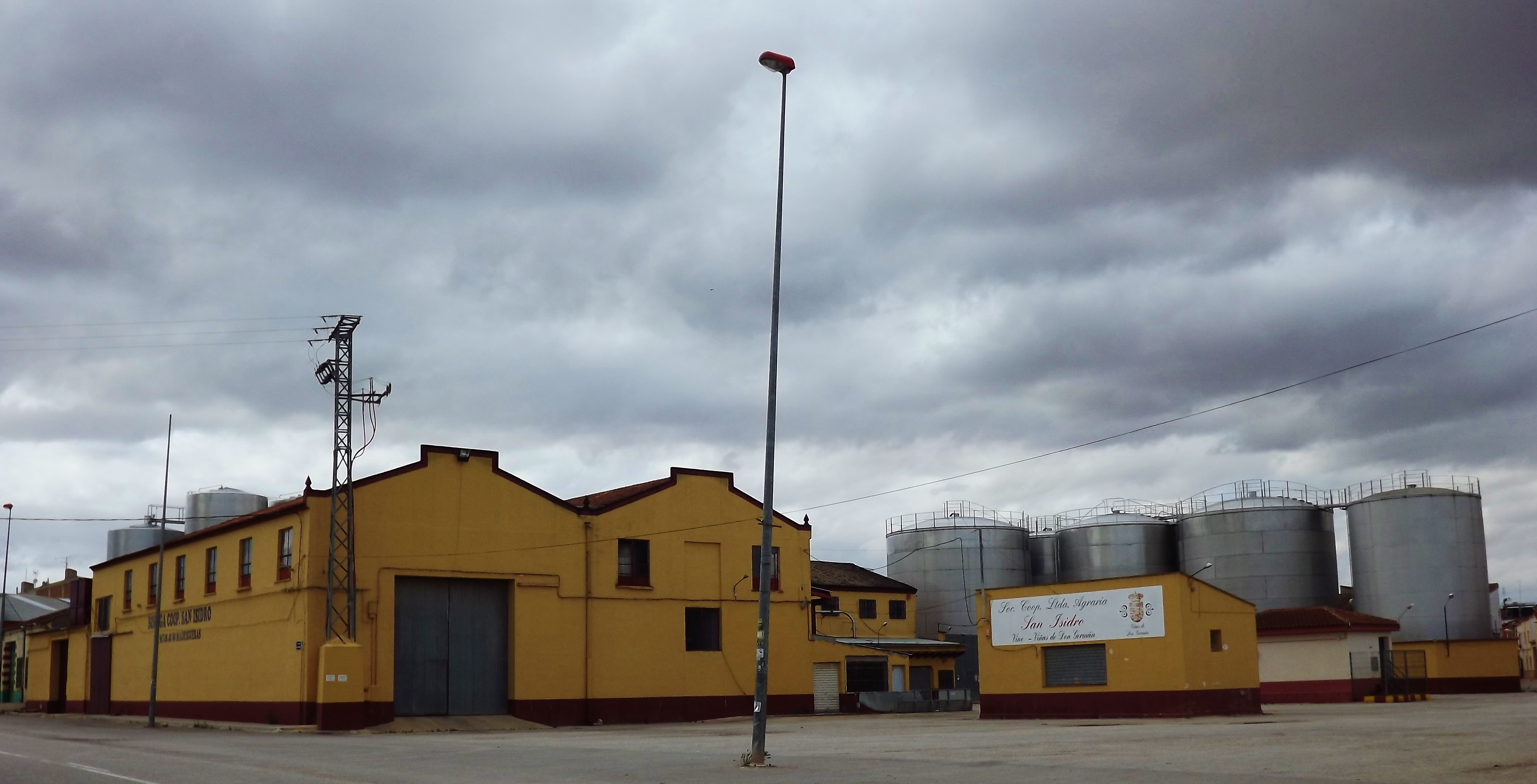
Cooperativa Agraria San Isidro

Actualmente la mayoría de la población sigue trabajando en la industria, aunque las cooperativas relacionadas con la viticultura le han dado el sobrenombre de capital del vino de La Manchuela con numerosas bodegas.
Desde el punto de vista industrial destaca la fabricación de cuchillos, con numerosas fábricas y cooperativas, algunas de ellas asociadas con las de Albacete.
Últimamente destaca por su dinamismo la industria metalúrgica, dedicada tanto a la señalización y vallado como con la construcción de aerogeneradores de última generación. También son importantes las fábricas textiles, de espátulas, de vinagres y aceites, etc.

## Administración y política

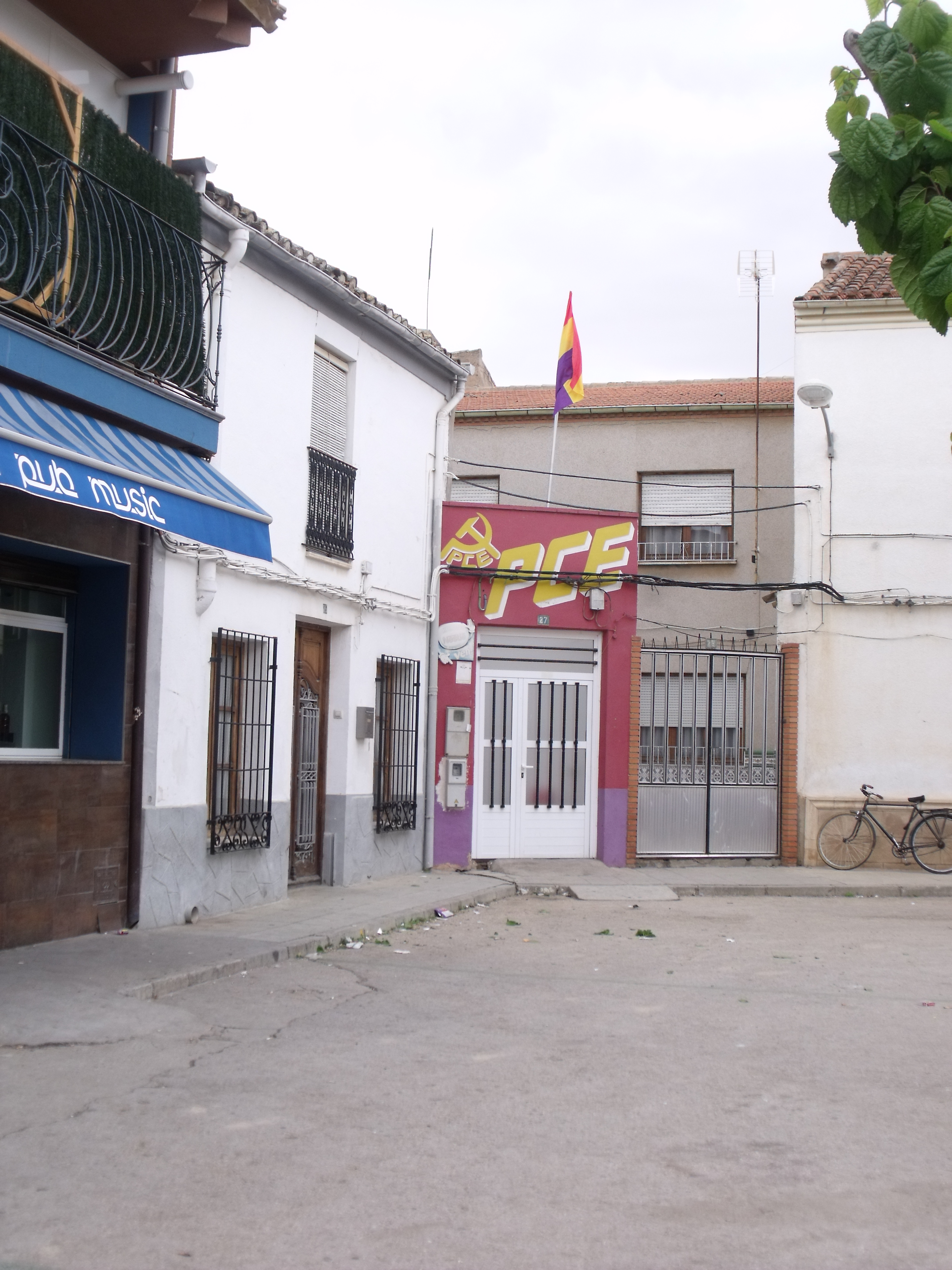
Sede del PCE en Madrigueras.

Pertenece al partido judicial de La Roda.
Madrigueras es famoso por tener una vida política muy activa y orientada a la izquierda debido a que tiene una tradición obrera muy fuerte a pesar de ser una localidad relativamente pequeña (es el único municipio aparte de la capital en toda la provincia que celebra la fiesta del 1 de mayo). Aún hoy muchos visitantes la denominan como la pequeña Rusia por orientar su voto a la izquierda en todas las elecciones, aunque los cambios sociales han ido erosionando la capacidad de atracción del PCE. Concretamente fue un feudo comunista durante veinte años (1979-1999) y aunque posteriormente comunistas (o rojiverdes) y socialistas se fueron alternando en la Alcaldía sigue teniendo una orientación claramente de izquierdas.
| Periodo   | Nombre                        | Partido |
| --------- | ----------------------------- | ------- |
| 1979-1983 | Emilio García Morales         | PCE     |
| 1983-1987 | Emilio García Morales         | PCE     |
| 1987-1991 | Emilio García Morales         | IU      |
| 1991-1995 | José Atiénzar Cantos          | IU      |
| 1995-1999 | Casimiro Garrido Gómez        | IU      |
| 1999-2003 | Josefa Caridad Valera Abiétar | PSOE    |
| 2003-2007 | Juan Daniel Carretero Milla   | IU      |
| 2007-2011 | Josefa Caridad Valera Abiétar | PSOE    |
| 2011-2015 | Juan Carlos Talavera Utiel    | PSOE    |
| 2015-2019 | Juan Carlos Talavera Utiel    | PSOE    |
| 2019-2023 | Juan Carlos Talavera Utiel    | PSOE    |

## Servicios públicos

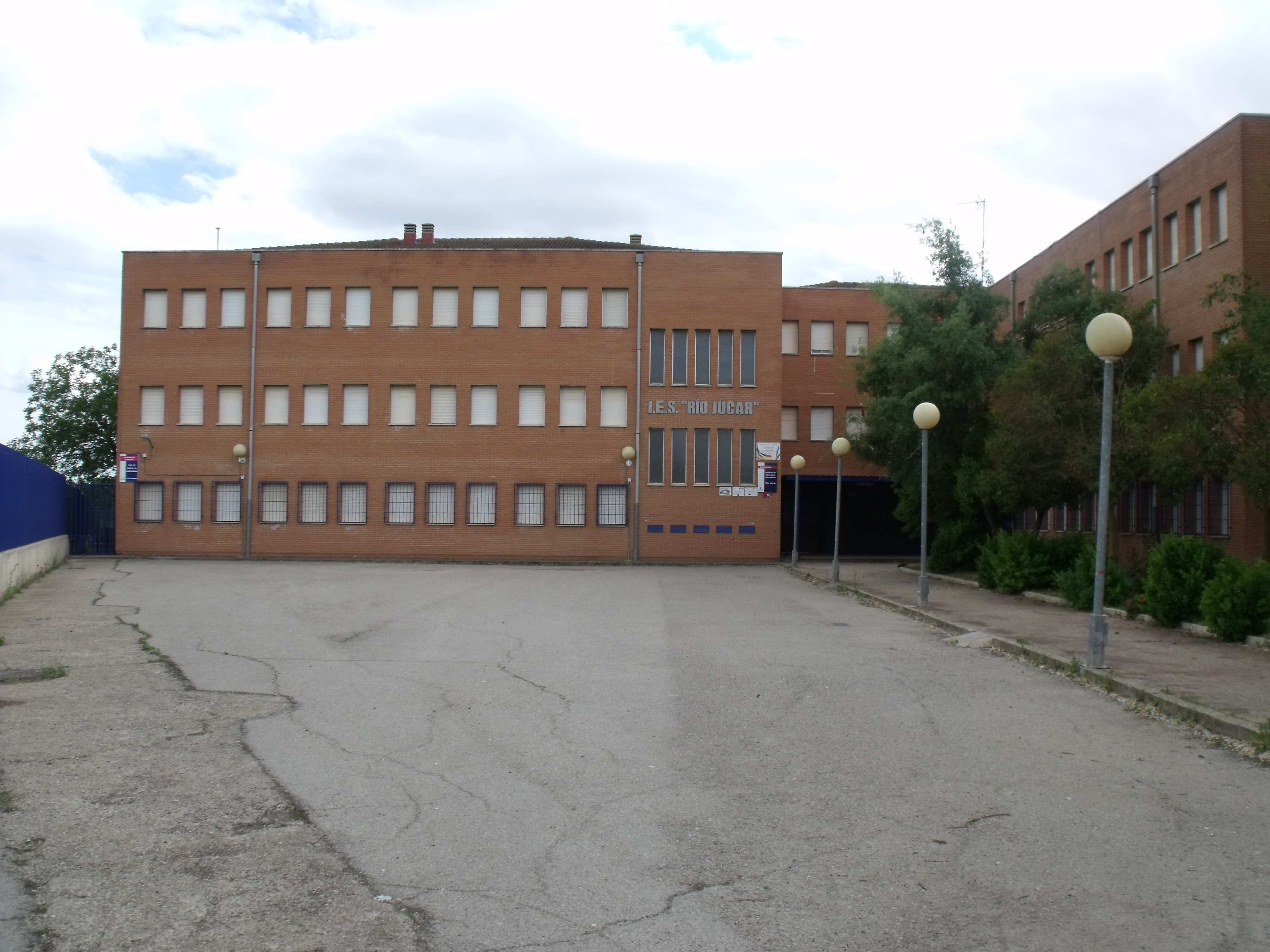
Instituto Río Júcar

Madrigueras es subcentro comarcal que presta servicios básicos a municipios colindantes (Cenizate, Mahora, Motilleja, Navas de Jorquera, Golosalvo) relacionados con el comercio, la unidad técnica agraria, sanitarios (centro de salud), educativos (centro de educación secundaria), etc.

## Patrimonio
- Yacimientos arqueológicos en Berli, etc. (varios siglos antes de Cristo).
- Restos de un molino y presa romana en Cuasiermas (siglos II-III).
- Ábside de la antigua ermita de San Pedro y San Pablo (siglos XIII al XV).
- Fachada y arco gótico de la antigua ermita (siglos XIII al XV).
- Ermita de San Jorge, de estilo renacentista, muy restaurada (siglo XVI).
- Casa solariega de estilo típico manchego en calle Larga (siglo XVIII).
- Fuente monumental en la Plaza, hoy sin fuente ni pilón (siglo XVIII).
- Fachada de la iglesia actual de estilo rococó, obra del arquitecto Martín de Aldehuela (siglo XVIII).
- Casa de Casto, de estilo neo-renacentista, en calle Libertad (siglos XIX-XX).
- Caserones con influencias modernistas en calle Virgen, calle Tarazona y calle Larga (siglos XIX-XX).

A esta lista habría que sumar el patrimonio desaparecido:
- Ermita de Santo Tomé (en la calle del Santo, llamada así por el santo).
- Ermita de La Inmaculada (en la calle de la Virgen, llamada así precisamente por la ermita).
- Casa de Don Luis Fuentes, en calle Tarazona.
- Las inscripciones y dibujos de lo que fue calabozo de las Brigadas Internacionales (1937-1938).[4]

Además, aun no siendo monumentales habría que señalar como muy interesantes desde los puntos de vista histórico, artístico o documental:
- La pila bautismal antigua (siglos XV o XVI).
- Las valiosas pinturas y cuadros de los siglos XVI, XVII y XVIII que se atesoran en la iglesia y en varias casas particulares.
- La estatua de San Pedro (siglo XVIII).